# North Buck Lake
North Buck Lake är en sjö i Kanada.   Den ligger i provinsen Alberta, i den centrala delen av landet, 2 800 km väster om huvudstaden Ottawa. North Buck Lake ligger 605 meter över havet. Arean är 20,5 kvadratkilometer. Den sträcker sig 8,1 kilometer i nord-sydlig riktning, och 10,1 kilometer i öst-västlig riktning.
I omgivningarna runt North Buck Lake växer i huvudsak blandskog. Trakten runt North Buck Lake är nära nog obefolkad, med mindre än två invånare per kvadratkilometer.